# Dyskografia Nirvany
Dyskografia Nirvany, amerykańskiego zespołu grungowego, zawiera cztery albumy studyjne, dwadzieścia singli, dwa albumy koncertowe, dwa mini albumy, trzy składanki, oraz dwa box sety. To zestawienie nie zawiera wydawnictw muzycznych nagranych przez poszczególnych członków grupy ani powiązane z nimi zespoły takie jak np.: Fecal Matter, Melvins, The Men of Porn, Mudhoney, The Germs, Foo Fighters, Sweet 75, Eyes Adrift czy No WTO Combo.
Nirvana powstała w 1987 roku, z inicjatywy wokalisty i gitarzysty Kurta Cobaina i basisty Krista Novoselica, natomiast stanowisko perkusisty było wypełniane przez wielu muzyków. Zespół wydał swój debiutancki album, Bleach, w 1989 roku w niezależnej wytwórni płytowej Sub Pop. Po czym na stałe do grupy dołączył perkusista Dave Grohl, z którym Nirvana podpisała kontrakt płytowy z Geffen Records zależną od DGC Records. Pod skrzydłami nowej wytwórni, zespół wydał drugi album studyjny Nevermind, który stał się jednym z najlepiej sprzedających się albumów alternatywnych lat dziewięćdziesiątych oraz spopularyzował rodzący się w Seattle, grunge oraz rock alternatywny. Trzecia płyta zespołu, In Utero, była również sukcesem komercyjnym, dostała sporo pochlebnych recenzji, choć nie spotkała się z tak dużym zainteresowaniem jak Nevermind, na który czekali członkowie grupy. Nirvana została rozwiązana w 1994 roku, po śmierci lidera grupy Kurta Cobaina. Od tamtej pory ukazało się kilka wydawnictw pośmiertnych, przy wydaniu ostatniego singla Nirvany "You Know You’re Right" doszło do konfliktów prawnych między wdową po Cobainie Courtney Love a pozostałymi członkami grupy. W marcu, 2006 roku, Love sprzedała 25% praw do muzyki Nirvany. Nabywcą został Larry Mestel z Primary Wave Music Publishing. Grupa sprzedała ponad pięćdziesiąt milionów płyt na całym świecie w tym ponad dwadzieścia pięć milionów płyt w samych Stanach Zjednoczonych.

## Albumy i Box-Sety
| Rok  | Informacje | Notowania | Notowania | Notowania | Notowania | Notowania | Notowania | Notowania | Notowania | Notowania | Notowania | Notowania | Sprzedaż                              | Certyfikacja                                                         |
| Rok  | Informacje | USA       | UK        | AUS       | NOR       | SWI       | NLD       | AUT       | SWE       | FIN       | NZ        | JPN       | Sprzedaż                              | Certyfikacja                                                         |
| ---- | --- | --------- | --------- | --------- | --------- | --------- | --------- | --------- | --------- | --------- | --------- | --------- | ------------------------------------- | -------------------------------------------------------------------- |
| 1989 | Bleach - Wydany: 15 czerwca 1989 - Wytwórnia: Sub Pop (SP-34) - Format: CD, MC, LP                                               | 89        | 33        | 34        | –         | –         | –         | 26        | –         | 24        | 30        | 46        | 1.7 milionów (USA)                    | - Platyna (USA) - Złoto (POL)                                        |
| 1991 | Nevermind - Wydany: 24 września 1991 - Wytwórnia: Geffen (24425) - Format: CD, MC, LP                                            | 1         | 7         | 2         | 2         | 2         | 5         | 2         | 1         | 1         | 2         | 24        | 10 milionów (USA) 26 milion + (świat) | - Diament (USA) - 2× Platyna (UK) - Platyna (POL) - 3× Platyna (POL) |
| 1992 | Incesticide - Wydany: 12 grudnia 1992 - Wytwórnia: Sub Pop, DGC (24504) - Format: CD, MC, LP                                     | 39        | 14        | 22        | –         | 18        | 36        | 10        | 27        | 18        | 23        | 50        | 1.13 milionów (USA)                   | - Platyna (USA) - Złota (UK)                                         |
| 1993 | In Utero - Wydany: 21 września 1993 - Wytwórnia: DGC, Geffen (24607) - Format: CD, MC, LP                                        | 1         | 1         | 2         | 7         | 16        | 4         | 8         | 1         | 5         | 3         | 13        | 4.11 milionów (USA)                   | - 5× Platyna (USA) - Złota (UK) - Złota (POL)                        |
| 1994 | MTV Unplugged in New York - Wydany: 1 listopada 1994 - Wytwórnia: DGC, Geffen (24727) - Format: CD, MC, LP                       | 1         | 1         | 1         | 6         | 3         | 2         | 1         | 2         | 3         | 1         | 20        | 6.8 milionów (USA)                    | - 5× Platyna (USA) - Platyna (UK) - Platyna (POL) - Platyna (POL)    |
| 1996 | Singles - Wydany: 1 marca 1996 - Wytwórnia: DGC, Geffen (24901) - Format: 6-CD box set                                           | –         | –         | –         | –         | –         | –         | –         | –         | –         | –         | –         |                                       |                                                                      |
| 1996 | From the Muddy Banks of the Wishkah - Wydany: 1 października 1996 - Wytwórnia: DGC, Geffen (25105) - Format: CD, MC, LP          | 1         | 4         | 1         | 8         | 9         | 14        | 3         | 6         | 2         | 2         | 12        | 1.15 milionów (USA)                   | - Platyna (USA)                                                      |
| 2002 | Nirvana - Wydany: 29 października 2002 - Wytwórnia: DGC, Geffen (25105) - Format: CD, MC, LP                                     | 3         | 3         | 1         | 5         | 2         | 12        | 1         | 10        | 9         | 2         | 6         | 1,000,000+ (USA)                      | - Platyna (USA) - Platyna (UK) - Platyna (POL)                       |
| 2004 | With the Lights Out - Wydany: 23 listopada 2004 - Wytwórnia: DGC, Geffen (000372700), Universal (9864838) - Format: 4-CD box set | 19        | 56        | –         | 31        | 28        | 65        | 34        | –         | –         | 39        | 16        | 1,000,000 (USA)                       | - Platyna (USA)                                                      |
| 2005 | Sliver: The Best of the Box - Wydany: 1 listopada 2005 - Wytwórnia: DGC, Geffen (000561702), Universal (1190) - Format: CD       | 21        | 56        | –         | –         | 87        | –         | 26        | –         | –         | –         | –         | 38,000 (USA)                          |                                                                      |

"–" oznacza iż album został wydany ale nie dostał się na listę

## EP
| Data          | EP         | Notowania | Notowania | Komentarz |
| Data          | EP         | AUS       | JPN       | Komentarz |
| ------------- | ---------- | --------- | --------- | --- |
| Grudzień 1989 | Blew       | –         | –         | Blew miał służyć promocji trasy koncertowej po Europie, jednak wydano je tylko w Anglii, w limitowanej ilości was 3000 kopii na płycie winylowej.   |
| Styczeń 1992  | Hormoaning | 2         | 67        | Hormoaning została wydana wyłącznie w Australii i Japonii, do promocji trasy koncertowej zespołu, w każdym z tych krajów, płyta miała inną okładkę. |

## Single
| Rok  | Singel                    | Notowania | Notowania | Notowania | Notowania | Notowania | Notowania | Notowania | Notowania | Notowania | Notowania | Notowania | Certyfikacja  | Album                        |
| Rok  | Singel                    | USA       | USA Main  | USA Mod   | UK        | IRE       | NZ        | AUS       | FR        | FIN       | SWE       | BEL       | Certyfikacja  | Album                        |
| ---- | ------------------------- | --------- | --------- | --------- | --------- | --------- | --------- | --------- | --------- | --------- | --------- | --------- | ------------- | ---------------------------- |
| 1988 | "Love Buzz"               | –         | –         | –         | –         | –         | –         | –         | –         | –         | –         | –         |               | Bleach                       |
| 1990 | "Sliver"                  | –         | –         | 19        | 90        | 23        | –         | –         | –         | –         | –         | –         |               | Singel nie pochodzi z albumu |
| 1991 | "Smells Like Teen Spirit" | 6         | 7         | 1         | 7         | 1         | 1         | 5         | 1         | 9         | 3         | 1         | Platyna (USA) | Nevermind                    |
| 1992 | "Come as You Are"         | 32        | 3         | 3         | 9         | 7         | 3         | 25        | 12        | 12        | 24        | 15        |               | Nevermind                    |
| 1992 | "Lithium"                 | 64        | 16        | 25        | 11        | 5         | 28        | 54        | –         | 3         | –         | 28        |               | Nevermind                    |
| 1992 | "In Bloom"                | –         | 5         | –         | 28        | 7         | 20        | 73        | –         | –         | 30        | –         |               | Nevermind                    |
| 1993 | "Heart-Shaped Box"        | –         | 4         | 1         | 5         | 6         | 9         | 21        | 37        | 14        | 16        | 31        |               | In Utero                     |
| 1993 | "All Apologies/Rape Me"   | –         | 4         | 1         | 32        | 20        | 32        | 58        | 20        | –         | –         | –         |               | In Utero                     |
| 1994 | "Pennyroyal Tea"          | –         | –         | –         | –         | –         | –         | –         | –         | –         | –         | –         |               | In Utero                     |
| 1994 | "About a Girl"            | –         | 3         | 1         | –         | –         | –         | 4         | 23        | 8         | 20        | 13        |               | MTV Unplugged in New York    |
| 2002 | "You Know You’re Right"   | 45        | 1         | 1         | –         | –         | –         | –         | –         | –         | –         | –         |               | Nirvana                      |

"–" oznacza iż singel został wydany ale nie dostał się na listę lub nie wydano go w danym kraju.
1. ↑  „Sliver” został pierwotnie wydany na singlu przez Sub Pop, jedynie w Irlandii i Wielkiej Brytanii, dopiero dwa lata później umieszczono go na Incesticide.
2. ↑  Wydany zaraz po śmierci Kurta Cobaina w limitowanym nakładzie.
3. ↑  Wydany wyłącznie w Europie i Australii.
4. ↑  Wydany tylko w wersji do pobrania i jako singel promocyjny.

### Single promocyjne
| Rok  | Singel                           | Lista Radiowa | Lista Radiowa | Lista Radiowa | Lista Radiowa | Lista Radiowa | Lista Radiowa | Lista Radiowa | Album                               |
| Rok  | Singel                           | USA Main      | USA Mod       | LAT           | POL           | FIN           | BEL           | CAN           | Album                               |
| ---- | -------------------------------- | ------------- | ------------- | ------------- | ------------- | ------------- | ------------- | ------------- | ----------------------------------- |
| 1991 | "On a Plain"                     | –             | 25            | –             | –             | –             | –             | –             | Nevermind                           |
| 1992 | "Molly’s Lips"                   | –             | –             | –             | –             | –             | –             | –             | Incesticide                         |
| 1994 | "The Man Who Sold the World"     | 12            | 6             | 1             | 1             | –             | 24            | 22            | MTV Unplugged in New York           |
| 1994 | "Where Did You Sleep Last Night" | –             | –             | 18            | –             | –             | –             | –             | MTV Unplugged in New York           |
| 1994 | "Lake of Fire"                   | 22            | –             | –             | –             | –             | –             | –             | MTV Unplugged in New York           |
| 1996 | "Aneurysm"                       | 11            | 13            | –             | 17            | 40            | –             | –             | From the Muddy Banks of the Wishkah |
| 1996 | "Drain You"                      | –             | –             | –             | –             | –             | –             | –             | From the Muddy Banks of the Wishkah |

"–" oznacza iż singel został wydany ale nie dostał się na listę lub nie wydano go w danym kraju.
1. ↑  Wydany wyłącznie w USA.
2. ↑  Wydany tylko w Brazylii.

### Split single
| Rok  | Singel                             | Inny artysta     | Notowania | Notowania | Notowania |
| Rok  | Singel                             | Inny artysta     | USA Main  | USA Mod   | UK        |
| ---- | ---------------------------------- | ---------------- | --------- | --------- | --------- |
| 1991 | "Candy/Molly’s Lips"               | The Fluid        | –         | –         | –         |
| 1991 | "Here She Comes Now/Venus in Furs" | Melvins          | –         | –         | –         |
| 1993 | "Puss/Oh, The Guilt"               | The Jesus Lizard | –         | –         | 12        |

"–" oznacza iż album został wydany ale nie dostał się na listę

## Strony B
| Rok  | Strona A                  | Piosenka                         | Komentarz                                                                          |
| ---- | ------------------------- | -------------------------------- | ---------------------------------------------------------------------------------- |
| 1989 | "Love Buzz"               | "Big Cheese"                     | Później umieszczona na Bleach.                                                     |
| 1990 | "Sliver"                  | "Dive"                           | Później pojawia się na Incesticide.                                                |
| 1990 | "Sliver"                  | "About a Girl (live)"            | Pojawiają się tylko na jednym CD.                                                  |
| 1990 | "Sliver"                  | "Spank Thru (live)"              | Pojawiają się tylko na jednym CD.                                                  |
| 1991 | "Smells Like Teen Spirit" | "Even in His Youth"              | Wersja demo tego utworu została umieszczona na With the Lights Out.                |
| 1991 | "Smells Like Teen Spirit" | "Aneurysm"                       | Strona B umieszczona na With the Lights Out, wersja alternatywna na Incesticide.   |
| 1992 | "Come as You Are"         | "Endless, Nameless"              | Pojawia się jako ukryty utwór na niektórych wydaniach Nevermind.                   |
| 1992 | "Come as You Are"         | "School (live)"                  | Wersja koncertowa pochodząca z występu Nirvany w Seattle w 1991 roku.              |
| 1992 | "Come as You Are"         | "Drain You (live)"               | Wersja koncertowa pochodząca z występu Nirvany w Seattle w 1991 roku.              |
| 1992 | "Lithium"                 | "Been a Son (live)"              | Wersja koncertowa pochodząca z występu Nirvany w Seattle w 1991 roku.              |
| 1992 | "Lithium"                 | "Curmudgeon";                    | Wersja zremiksowana umieszczona na With the Lights Out.                            |
| 1992 | "In Bloom"                | "Sliver (live)"                  | Wersja koncertowa pochodząca z występu Nirvany w Del Mar w Kalifornii w 1991 roku. |
| 1992 | "In Bloom"                | "Polly (live)"                   | Wersja koncertowa pochodząca z występu Nirvany w Del Mar w Kalifornii w 1991 roku. |
| 1993 | "Heart-Shaped Box"        | "Milk It"                        | Pochodzi z In Utero.                                                               |
| 1993 | "Heart-Shaped Box"        | "Marigold"                       | Później umieszczona na With the Lights Out.                                        |
| 1993 | "All Apologies/Rape Me"   | "Moist Vagina"                   | Wersja demo umieszczona później na With the Lights Out.                            |
| 1994 | "Pennyroyal Tea"          | "I Hate Myself and Want to Die"  | Umieszczona na The Beavis and Butt-Head Experience.                                |
| 1994 | "Pennyroyal Tea"          | "Where Did You Sleep Last Night" | Pochodzą z MTV Unplugged in New York.                                              |
| 1994 | "About a Girl"            | "Something in the Way"           | Pochodzą z MTV Unplugged in New York.                                              |

## Różne
| Rok  | Piosenka                        | Album                                                | Komentarz |
| ---- | ------------------------------- | ---------------------------------------------------- | --- |
| 1988 | "Spank Thru"                    | Sub Pop 200                                          | Ponowne nagranie utworu, po raz pierwszy piosenka znalazła się na demo Illiteracy Will Prevail, przez członków Nirvany jako Fecal Matter.                                      |
| 1989 | "Mexican Seafood"               | Teriyaki Asthma, Vol. 1                              | Później umieszczone na Incesticide. |
| 1991 | "Beeswax"                       | Kill Rock Stars                                      | Później umieszczone na Incesticide. |
| 1992 | "Do You Love Me?"               | Hard to Believe: Kiss Covers Compilation             | Cover utworu Kiss z 1976 roku. |
| 1993 | "Return of the Rat"             | Eight Songs for Greg Sage and The Wipers             | Cover utworu Wipers z 1979 roku. Później umieszczona na With the Lights Out.                                                                                                   |
| 1993 | "Verse Chorus Verse"            | No Alternative                                       | Nirvana dodała ten utwór na składankę organizacji Red Hot AIDS Benefit Series, jako ukrytą ścieżkę. Piosenka pierwotnie nosiła nazwę "Sappy", ale zmienioną ją przed wydaniem. |
| 1993 | "I Hate Myself and Want to Die" | The Beavis and Butt-Head Experience                  | Zarejestrowana podczas nagrań In Utero. Ta wersja "I Hate Myself And Want To Die", różni się od tej, która została umieszczona na With the Lights Out.                         |
| 1994 | "Pay to Play"                   | DGC Rarities, Vol. 1                                 | Pierwsza wersja "Stay Away" z Nevermind. |
| 1994 | "Dive"                          | The Grunge Years                                     | Pierwotnie wydana na Incesticide. |
| 1994 | "Here She Comes Now"            | Fifteen Minutes: A Tribute to the Velvet Underground | Cover piosenki z 1968 Velvet Underground. wcześniej wydana na split singlu "Here She Comes Now/Venus in Furs".                                                                 |
| 1996 | "Come as You Are"               | Fender 50th Anniversary Guitar Legends               | Pierwotnie wydana na Nevermind. |
| 1996 | "Radio Friendly Unit Shifter"   | Home Alive: The Art of Self Defense                  | Wersja koncertowa z występu z 1994 w Grenoble we Francji |
| 1996 | "Negative Creep"                | Hype!                                                | Pierwotnie wydana na Bleach. |
| 1998 | "Blew", "Love Buzz"             | The Birth Of Alternative Vol. 1                      | Obydwa utwory zostały wcześniej wydane na Bleach. |
| 1998 | "About a Girl"                  | The Birth Of Alternative Vol. 2                      | Pierwotnie wydana na Bleach. |
| 1999 | "Rape Me"                       | Saturday Night Live: The Musical Performances Vol. 2 | Wersja koncertowa nagrana podczas występu zespołu w programie Saturday Night Live.                                                                                             |
| 2001 | "Smells Like Teen Spirit"       | Music of the Millennium                              | Pierwotnie wydana na Nevermind. |

## Teledyski
| Rok  | Tytuł                         | Reżyseria      |
| ---- | ----------------------------- | -------------- |
| 1990 | "In Bloom" (wersja Sub Pop )" | Steve Brown    |
| 1991 | "Smells Like Teen Spirit"     | Samuel Bayer   |
| 1992 | "Come as You Are"             | Kevin Kerslake |
| 1992 | "Lithium"                     | Kevin Kerslake |
| 1992 | "In Bloom"                    | Kevin Kerslake |
| 1993 | "Sliver"                      | Kevin Kerslake |
| 1993 | "Heart-Shaped Box"            | Anton Corbijn  |
| 2002 | "You Know You’re Right"       | Chris Hafner   |

## Video
| Data              | Tytuł                               | Notowania | Notowania | Notowania | Sprzedaż/ Certyfikacja |
| Data              | Tytuł                               | USA       | FIN       | NZ        | Sprzedaż/ Certyfikacja |
| ----------------- | ----------------------------------- | --------- | --------- | --------- | ---------------------- |
| 15 listopada 1994 | Live! Tonight! Sold Out!! (VHS)     | –         | –         | –         | 3× Platyna (USA)       |
| marzec 2005       | Classic Albums: Nirvana – Nevermind | –         | 3         | –         | Platyna (USA)          |
| 7 listopada 2006  | Live! Tonight! Sold Out!! (DVD)     | 4         | –         | 6         | Złota (USA)            |
| 20 listopada 2007 | MTV Unplugged In New York           | 6         | –         | –         |                        |
| 2 listopada 2009  | Live at Reading                     |           |           |           |                        |
| 27 sierpnia 2011  | Live at Paramount                   |           |           |           |                        |

## Niewydane piosenki
W maju 2002 roku, Courtney Love, oświadczyła, że jest w posiadaniu 109 nigdy wcześniej nie wydanych utworów, nagranych przez Cobaina z i bez Nirvany. Z tych piosenek 61 zostało wydanych na box secie "With the Lights Out", trzy kolejne zamieszczono na kompilacji "Sliver: The Best of the Box". Poza tym pozostała część kolekcji Love jest obfita w nieoficjalne nagrania Nirvany, w tym covery oraz nagrań z tzw. jam session, które wcześniej znalazły się już na bootlegach.